# Piccole suore dell'operaio
Le Piccole Suore dell'Operaio (in francese Petites Sœurs de l'Ouvrier) sono un istituto religioso femminile di diritto pontificio: le suore di questa congregazione pospongono al loro nome la sigla P.S.O.

## Storia
La congregazione fu fondata nel 1880 a Grenoble dal gesuita Jules Sambin per l'apostolato tra i lavoratori, come era stato richiesto dai congressi operai di quegli anni.
Sambin ebbe come collaboratrice Élisabeth Bacq, che mise a disposizione dell'opera la comunità di suore che aveva fondato a Nancy insieme al vescovo Lavigerie. La Bacq funse da superiora generale fino al 1884, quando lasciò l'istituto per fondare le suore di Nostra Signora della Mercede.
L'istituto ricevette il pontificio decreto di lode il 28 settembre 1892.

## Attività e diffusione
Le suore si dedicano all'istruzione e all'assistenza religiosa agli operai e alle loro famiglie.
Sono presenti in varie località della Francia; la sede generalizia è a Sallaumines.
Alla fine del 2008 la congregazione contava 21 religiose in 6 case.